# Championnat de Singapour féminin de football
Le championnat de Singapour féminin de football est une compétition féminine de football opposant les meilleures équipes de Singapour.

## Palmarès
| Édition        | Vainqueur               |
| -------------- | ----------------------- |
| de 1961 à 1973 | inconnu                 |
| 1974           | Spiders FC              |
| de 1975 à 1976 | inconnu                 |
| 1977-1978      | Darul Afiah FC          |
| 1978           | Darul Afiah FC          |
| de 1979 à 1981 | inconnu                 |
| de 1982 à 1985 | non organisé            |
| 1986           | Darul Afiah FC          |
| 1987           | Club 86                 |
| de 1988 à 1999 | inconnu                 |
| 2000           | Tampines Rovers         |
| 2001           | Tampines Rovers         |
| 2002           | Tampines Rovers         |
| 2003           | Tampines Rovers         |
| 2004           | Guangzhou Sunray Cav    |
| 2005           | Paya Lebar Punggol FC   |
| 2006           | Young Women             |
| 2007           | Bishan Arsenal          |
| 2008           | Young Women             |
| 2009           | Sengkang Punggol FC     |
| 2010           | Ang Mo Kio FC           |
| 2011           | Borussia Zamrud FC      |
| 2012           | Tanjong Pagar United FC |
| 2013           | Middle Rangers FC       |
| 2014           | Eunos Crescent FC       |
| 2015           | GFA Sporting Westlake   |
| 2016           | Warriors FC             |
| 2017           | Warriors FC             |
| 2018           | Warriors FC             |
| 2019           | Warriors FC             |
| de 2020 à 2021 | non organisé            |
| 2022           | Lion City Sailors FC    |
| 2023           | Lion City Sailors FC    |
| 2024           | Lion City Sailors FC    |